# Galesburg (Illinois)
Galesburg és una població dels Estats Units a l'estat d'Illinois. Segons el cens del 2000 tenia 33.706 habitants.

## Demografia
Segons el cens del 2000, Galesburg tenia 33.706 habitants, 13.237 habitatges, i 7.902 famílies. La densitat de població era de 770,1 habitants/km².
Dels 13.237 habitatges en un 26,3% hi vivien nens de menys de 18 anys, en un 43,6% hi vivien parelles casades, en un 12,4% dones solteres, i en un 40,3% no eren unitats familiars. En el 34,6% dels habitatges hi vivien persones soles el 16,1% de les quals corresponia a persones de 65 anys o més que vivien soles. El nombre mitjà de persones vivint en cada habitatge era de 2,24 i el nombre mitjà de persones que vivien en cada família era de 2,87.
Per edats la població es repartia de la següent manera: un 21,1% tenia menys de 18 anys, un 11,8% entre 18 i 24, un 27% entre 25 i 44, un 22% de 45 a 60 i un 18,1% 65 anys o més.
L'edat mediana era de 38 anys. Per cada 100 dones de 18 o més anys hi havia 98,1 homes.
La renda mediana per habitatge era de 31.987 $ i la renda mediana per família de 41.796 $. Els homes tenien una renda mediana de 31.698 $ mentre que les dones 21.388 $. La renda per capita de la població era de 17.214 $. Aproximadament el 10,7% de les famílies i el 14,7% de la població estaven per davall del llindar de pobresa.

## Poblacions properes
El següent diagrama mostra les poblacions més properes.